# Nickelodeon (televizní stanice)
Nickelodeon (často zkracováno na Nick) je americká kabelová televizní stanice, vlastněná společností MTV Networks. Sídlo společnosti se nachází v New Yorku. Stanice je programově zaměřena převážně na diváky ve věku 5–10 let a v ranních hodinách o víkendu na diváky ve věku 2–5 let. Stanice vysílá televizní seriály a někdy i filmy ze své vlastní i cizí produkce.

## Historie
Stanice vznikla 1. prosince 1977 pod názvem Pinwheel, od 1. dubna 1979 užívá název Nickelodeon. Během 90. let 20. století expandoval Nickelodeon do Evropy a Asie.